# 勞倫·威廉斯 (跆拳道運動員)
勞倫·威廉斯（英語：Lauren Williams，1999年2月25日—）是一名英國女子跆拳道運動員。她曾經獲得2018年世界跆拳道大滿貫賽女子67公斤級金牌，她也获得2016年和2018年歐洲跆拳道錦標賽女子67公斤級的冠軍。

## 外部連結
- TaekwondoData.com （页面存档备份，存于）